# Mike Brant
Mike Brant (właściwie Moshé Michaël Brand, hebr. ‏משה ברנד‎) (ur. 1 lutego 1947, zm. 25 kwietnia 1975 w Paryżu) – izraelski piosenkarz pop, który zdobył sławę po przeprowadzce do Francji.
Największy sukces odniósł z hitem "Laisse-moi t'aimer" ("Pozwól mi cię kochać"). W dniu wydania swojej nowej płyty popełnił samobójstwo, skacząc z okna mieszkania w Paryżu.

## Dyskografia

### Albumy
studyjne
- 1970: Mike Brant
  - "Nous irons à Sligo"
  - "Mr. Schubert I Love You"
  - "Holly Holly"
  - "Arrava"
  - "Felicita"
  - "Laisse-moi t'aimer"
  - "Mais dans la lumiere"
  - "Toi, moi, nous"
  - "Et je suis heureux"
  - "Un grand bonheur"
  - "Au pays de ma maison"
  - "Parce que je t'aime plus que moi"
- 1974: Toutes les couleurs
  - "Je vis la vie que j'ai choisie"
  - "On se retrouve par hasard"
  - "Attendez"
  - "Toutes les couleurs"
  - "Serre les poings et bats toi"
  - "Qui pourra te dire"
  - "Elle a gardé ses yeux d'enfant"
  - "Essayez de lui mentir"
  - "En plein coeur de ta jeunesse"
  - "Que tu es belle"
  - "C'est comme ça que je t'aime"
- 1974: 74
  - A1: "Viens ce soir"
  - A2: "Laisse moi t'aimer"
  - A3: "C'est une belle fête"
  - A4: "Arrava"
  - A5: "Tout donne, tout repris"
  - A6: "La musique au fond du Cœur"
  - B1: "Rien qu'une larme"
  - B2: "Toi mon enfant"
  - B3: "Qui saura"
  - B4: "Das ist mein lied"
  - B5: "C'est ma priere"
- 1976: Dis-lui
  - A1: "Dis-lui"
  - A2: "Serre les poings et bats-toi"
  - A3: "My Way"
  - A4: "Je vis la vie que j'ai choisie"
  - A5: "Malaguena"
  - B1: "Donne un peu de toi (Song for Donna)"
  - B2: "C'est comme ça que je t'aime"
  - B3: "L'oiseau noir et l'oiseau blanc"
  - B4: "Qui pourra te dire"
  - B5: "Summertime (Tchop-Tchop)"

skompilowane
(Wybrane)
- 1980: Disque d'Or
- 1990: 15ème anniversaire
- 1995: 20ème anniversaire
- 1990: 25ème anniversaire
- 2000: Laisse-mou t'aimer - Le meilleur de Mike Brant
- 2002: L'essentiel
- 2008: Platinum Collection
- 2009: Master série
- 2009: Best Of (3CDs)
- 2012: Éternel
- 2013: Les plus grandes chansons
- 2013: Laisse-moi chanter!
- 2014: La voix de l'amour / La voix du bonheur
- 2014: L'inoubliable

### Single
- "Laisse-moi t'aimer"
- Why do i love you? Why do i need you? (ang.)
- "Mais dans la lumière"
- "Qui saura"
- "L'Amour c'est ça, l'amour c'est toi"
- "C'est ma priere"
- "Un grand bonheur"
- "Parce que je t'aime plus que moi"